# Dračí zuby
Dračí zuby (v orig. Dragon Teeth) je poslední posmrtně vydaný román amerického spisovatele Michaela Crichtona (1942 - 2008). V USA vyšel roku 2017, v Česku pak vydalo knihu s překladem Johany Tkáčové nakladatelství Plus v roce 2018. Kniha má pevnou vazbu a její délka činí 264 stran. Rukopis dokončil Crichton již v roce 1974, posmrtně jej vydala jeho manželka Sherri Crichtonová ze spisovatelovy pozůstalosti. Vzhledem k tomu, že se v románu pojednává o dinosauřích fosilích, bývá kniha někdy považována za jakýsi prequel k slavnému Jurskému parku, který autor dokončil o 15 let později. Ve skutečnosti ale nemají obě díla spolu prakticky nic společného.

## Děj

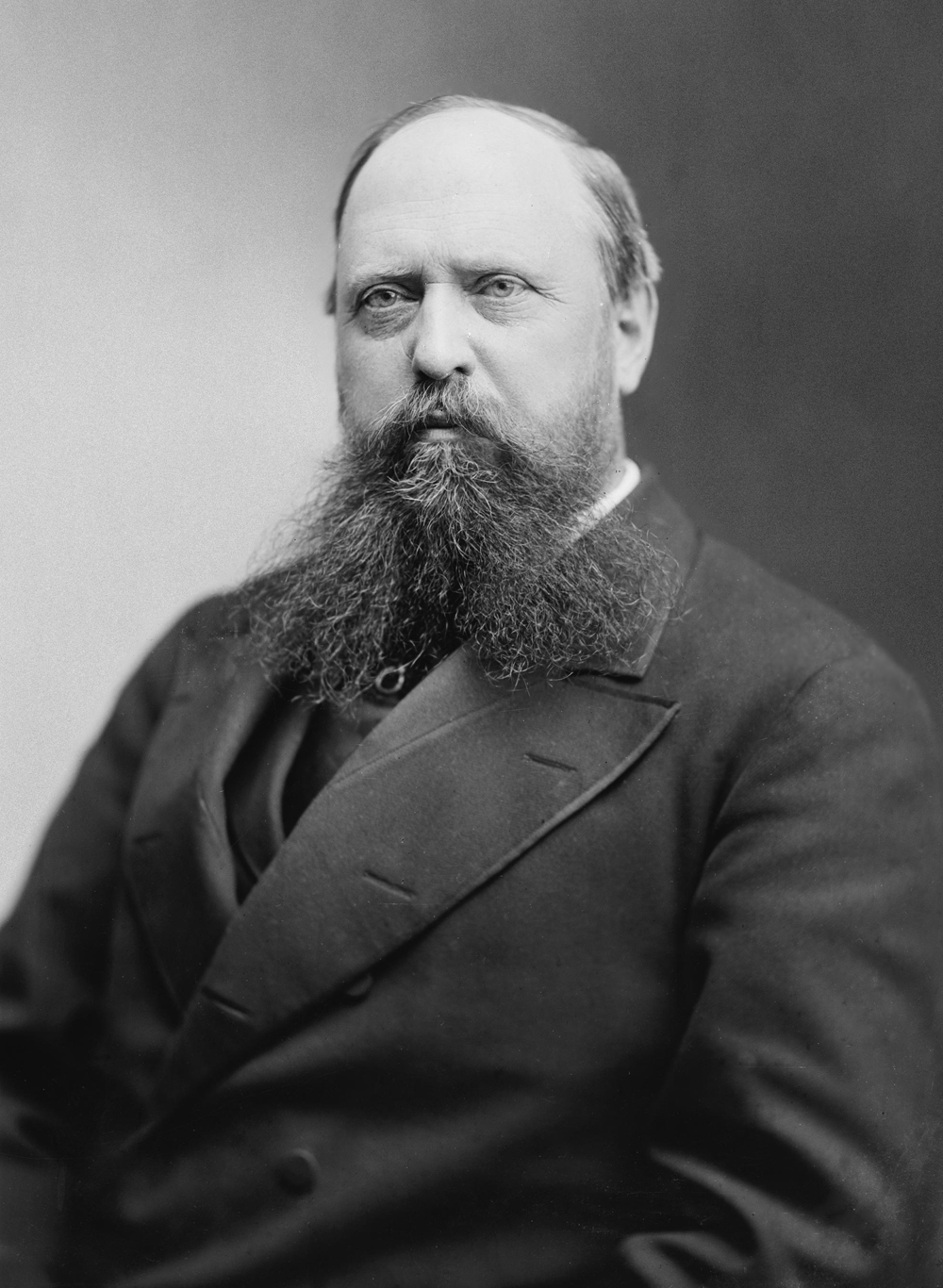
Othniel Charles Marsh - jedna z reálných postav v románu.

Mladý student William Johnson z bohaté filadelské rodiny uzavře v roce 1876 sázku s jiným studentem, že spolu s nechvalně známým profesorem Othnielem C. Marshem odjede v létě na Divoký západ vykopávat zkameněliny dinosaurů. Marsh jej přijme jako fotografa výpravy, později ale pojme podezření, že Johnson je špehem jeho velkého paleontologického rivala Edwarda D. Copea. Johnsona proto nakonec zanechají v jednom západním městě a odjedou vlakem pryč. Spolupráci Johnsonovi poté nabídne sám Cope, pro kterého od této chvíle Johnson pracuje. Po vykopání unikátních dinosauřích zkamenělin musí nezkušený mladík bojovat o svůj život v divočině plné zuřivých Indiánů i banditů a dopravit přitom vědecky cenné fosilie zpět na daleký americký východ. Při této cestě dospěje ve statečného a sebevědomého muže a zažije nebezpečné dobrodružství na pozadí proslulé Války o kosti...